# العلاقات الفرنسية اللاوسية
العلاقات الفرنسية اللاوسية هي العلاقات الثنائية التي تجمع بين فرنسا ولاوس.

## مقارنة بين البلدين
هذه مقارنة عامة ومرجعية للدولتين:
| وجه المقارنة                                              | فرنسا                                                    | لاوس        |
| --------------------------------------------------------- | -------------------------------------------------------- | ----------- |
| المساحة (كم2)                                             | 643.80 ألف                                               | 236.80 ألف  |
| عدد السكان (نسمة)                                         | 67.12 مليون                                              | 6.86 مليون  |
| الكثافة السكانية (ن./كم²)                                 | 104.26                                                   | 28.97       |
| العاصمة                                                   | باريس                                                    | فيينتيان    |
| اللغة الرسمية                                             | لغة فرنسية                                               | اللغة اللاو |
| العملة                                                    | يورو، فرنك س ف ب، فرنك فرنسي، Livre tournois ‏            | كيب لاوي    |
| الناتج المحلي الإجمالي (بليون دولار)                      | 2.58 تريليون                                             | 16.85 مليار |
| الناتج المحلي الإجمالي (تعادل القوة الشرائية) بليون دولار | 2.87 تريليون                                             | 38.71 مليار |
| الناتج المحلي الإجمالي الاسمي للفرد دولار أمريكي          | 36.20 ألف                                                | 1.82 ألف    |
| الناتج المحلي الإجمالي للفرد دولار أمريكي                 | 39.33 ألف                                                |             |
| مؤشر التنمية البشرية                                      | 0.888                                                    | 0.575       |
| رمز المكالمات الدولي                                      | +33                                                      | +856        |
| رمز الإنترنت                                              | .fr، .bzh ‏، .tf، .re، .wf، .yt، .pm، .paris              | .la         |
| المنطقة الزمنية                                           | أوروبا/باريس ‏، توقيت وسط أوروبا، توقيت وسط أوروبا الصيفي | ت ع م+07:00 |

## منظمات دولية مشتركة
يشترك البلدان في عضوية مجموعة من المنظمات الدولية، منها:
| علم المنظمة | اسم المنظمة                        | تاريخ انضمام فرنسا | تاريخ انضمام لاوس |
| ----------- | ---------------------------------- | ------------------ | ----------------- |
|             | بنك التنمية الآسيوي                | 1970               | 1966              |
|             | مؤسسة التنمية الدولية              | 30 ديسمبر 1960     | 28 أكتوبر 1963    |
|             | يونسكو                             | 4 نوفمبر 1946      | 9 يوليو 1951      |
|             | وكالة ضمان الاستثمار متعدد الأطراف | 28 ديسمبر 1989     | 5 أبريل 2000      |
|             | الأمم المتحدة                      | 24 أكتوبر 1945     | 14 ديسمبر 1955    |
|             | البنك الدولي للإنشاء والتعمير      | 27 ديسمبر 1945     | 5 يوليو 1961      |
|             | منظمة حظر الأسلحة الكيميائية       | ?                  | ?                 |
|             | مؤسسة التمويل الدولية              | 20 يوليو 1956      | 29 يناير 1992     |
|             | منظمة الشرطة الجنائية الدولية      | ?                  | ?                 |

## وصلات خارجية
- موقع وزارة الخارجية الفرنسية
- موقع وزارة الخارجية اللاوسية